# Leptopeltis pteridis
Leptopeltis pteridis är en svampart som först beskrevs av Mouton, och fick sitt nu gällande namn av Franz Xaver von Höhnel 1917. Leptopeltis pteridis ingår i släktet Leptopeltis och familjen Leptopeltidaceae.  Arten är reproducerande i Sverige. Inga underarter finns listade i Catalogue of Life.